# Otina ovata
Otina ovata é uma espécie de molusco pertencente à família Otinidae.
A autoridade científica da espécie é Brown, tendo sido descrita no ano de 1827.
Trata-se de uma espécie presente no território português, incluindo a zona económica exclusiva.